# اتحاد صربيا والجبل الأسود لكرة القدم
اتحاد صربيا والجبل الأسود لكرة القدم (بالسيريلية الصربية: Фудбалски авез Србије и Црне Горе / Fudbalski savez Srbije i Crne Gore or ФССЦГ FSSCG) هي الهيئة المسؤولة عن منافسات كرة القدم في صربيا والجبل الأسود سابقاً ومقرها في مدينة بلغراد، و هي الهيئة مسؤولة عن منتخب صربيا والجبل الأسود لكرة القدم، حيث تأسس الاتحاد في سنة 1919.
لكن في 2006، طالبت الجبل الأسود باستقلالها عن صربيا مما تسبب في تفكك الاتحاد إلى:
- اتحاد الجبل الأسود لكرة القدم
- اتحاد صربيا لكرة القدم

ورث اتحاد صربيا لكرة القدم مقعد اتحاد يوغوسلافيا لكرة القدم و اتحاد صربيا والجبل الأسود لكرة القدم في عضوية الاتحاد الأوروبي لكرة القدم والاتحاد الدولي لكرة القدم،  في حين انضم اتحاد الجبل الأسود لكرة القدم للمنظمتين كعضو جديد.